# جيمس إدوارد مور
جيمس إدوارد مور (بالإنجليزية: James Edward Moore)‏ هو عسكري أمريكي، ولد في 29 نوفمبر 1902 في نيو بدفورد في الولايات المتحدة، وتوفي في 28 يناير 1986.

## روابط خارجية
- جيمس إدوارد مور على موقع مونزينجر (الألمانية)